# Orange (przedsiębiorstwo)
Orange Société Anonyme (dawniej jako France Télécom) – grupa kapitałowa francuskiej spółki publicznej, stanowiąca jeden z największych w Europie holdingów przedsiębiorców telekomunikacyjnych. Działa na rynkach 35 krajów, świadcząc w większości z nich usługi w zakresie dostarczania Internetu, telewizji i telefonii komórkowej. Zatrudnia 172 tys. pracowników na całym świecie, w tym 105 tys. w samej Francji. Jego przychody ze sprzedaży w 2011 roku sięgnęły 45,3 miliarda euro. Na stan z dnia 31 grudnia 2011 roku z jej usług korzystało 226 milionów klientów, w tym 147 milionów pod marką Orange.
Podmiot dominujący grupy jest spółką publiczną notowaną na giełdach w Paryżu (wchodząc w skład indeksu CAC 40) i Nowym Jorku (NYSE), a także na platformie Euronext. Pakiet kontrolny (25%) akcji pozostaje własnością państwa francuskiego. Jedna ze spółek zależnych, nabyta przez grupę w 2000 roku, jest właścicielem stworzonej w 1993 roku w Wielkiej Brytanii globalnej marki Orange.

## Globalne operacje grupy
| Państwo                       | Operator                   | Strona internetowa |
| ----------------------------- | -------------------------- | ------------------ |
| Francja                       | Orange France              | www.orange.fr      |
| Reunion                       | Orange Réunion             | reunion.orange.fr  |
| Saint-Pierre i Miquelon       | SPM Telecom (70%)          | spmtelecom.com     |
| Hiszpania                     | Orange Espagne             | orange.es          |
| Polska                        | Orange Polska              | orange.pl          |
| Belgia                        | Orange Belgique (76,97%)   | orange.be          |
| Luksemburg                    | Orange Luxembourg (76,97%) | orange.lu          |
| Mołdawia                      | Orange Moldova             | orange.md          |
| Rumunia                       | Orange Romania             | orange.ro          |
| Słowacja                      | Orange Slovensko           | orange.sk          |
| Botswana                      | Orange Botswana            | orange.co.bw       |
| Burkina Faso                  | Orange Burkina Faso        | orange.bf          |
| Kamerun                       | Orange Cameroun            | orange.cm          |
| Republika Środkowoafrykańska  | Orange Centrafrique        | orange.cf          |
| Wybrzeże Kości Słoniowej      | Orange Côte d'Ivoire       | orange.ci          |
| Gwinea                        | Orange Guinée              | orange-guinee.com  |
| Gwinea Bissau                 | Orange Guinée-Bissau       | orange-bissau.com  |
| Liberia                       | Orange Liberia             | orange.com.lr      |
| Sierra Leone                  | Orange Sierra Leone        | orange.com.sl      |
| Mali                          | Orange Mali                | orange.ml          |
| Demokratyczna Republika Konga | Orange RDC                 | orange.cd          |
| Senegal                       | Orange Sénégal             | orange.sn          |
| Madagaskar                    | Orange Madagascar          | orange.mg          |
| Maroko                        | Orange Maroc               | orange.ma          |
| Tunezja                       | Orange Tunisie             | orange.tn          |
| Egipt                         | Orange Égypte              | orange.eg          |
| Jordania                      | Orange Jordanie            | orange.jo          |

### Dawne operacje
| Państwo          | Nazwa operatora           | Data | Obecny operator    | Strona internetowa |
| ---------------- | ------------------------- | ---- | ------------------ | ------------------ |
| Wielka Brytania  | Orange UK                 | 2010 | EE                 | ee.co.uk           |
| Liechtenstein    | Orange Liechtenstein      | 2015 | Salt Liechtenstein | 7acht.li           |
| Szwajcaria       | Orange Suisse             | 2015 | Salt               | salt.ch            |
| Armenia          | Orange Arménie            | 2015 | Ucom               | ucom.am            |
| Izrael           | Orange Israel             | 2016 | Partner            | partner.co.il      |
| Mauritius        | Orange Maurice            | 2017 | MyT                | orange.mu          |
| Gwinea Równikowa | Orange Guinée-Équatoriale | 2018 | GETESA             | orange.gq          |
| Benin            | Orange Bénin              |      |                    | orange.bj          |
| Niger            | Orange Niger              |      |                    | orange.ne          |
| Sudan            | Orange Soudan             |      |                    | orange.sd          |
| Arabia Saudyjska | Orange Arabie Saoudite    |      |                    | orange.sa          |